# Dominique-Jean Larrey
Pour les articles homonymes, voir Larrey.
Dominique-Jean Larrey, baron Larrey et de l'Empire, est un médecin et chirurgien militaire français, père de la médecine d'urgence, né le 8 juillet 1766 à Beaudéan et mort à Lyon le 25 juillet 1842. Il est nommé sur « commission » de l'Empereur Napoléon au sein de la Grande Armée et en devient Chirurgien en chef. 
Dominique Larrey suivit Napoléon Ier dans toutes ses campagnes. Il fut un précurseur en matière de secours aux blessés sur les champs de bataille, pratiquant les soins sur le terrain le plus tôt possible, grâce à des ambulances chirurgicales mobiles.

## Biographie

### Origine
Fils de Jean Larrey, maître cordonnier, il est né le 8 juillet 1766 dans le petit village de Beaudéan, alors dans la province de Bigorre (actuellement dans les Hautes-Pyrénées). Sa maison natale existe toujours dans la rue principale du village, et elle est devenue un musée. Orphelin à treize ans, Larrey est élevé par son oncle Alexis Larrey, chirurgien-major de l'hôpital de La Grave de Toulouse et fondateur du premier hôpital militaire de cette ville. Après six années d'apprentissage, il se rend à Paris pour y étudier la médecine auprès de Pierre Joseph Desault, chirurgien en chef de l'Hôtel-Dieu. Le 13 ventose de l'an II, il épouse Marie-Élisabeth Laville-Leroux, peintre.

### Carrière de chirurgien militaire
Larrey commence sa carrière en 1787 comme chirurgien de la marine royale sur la frégate la Vigilante en mer d'Irlande. De retour à Paris dès l'année suivante, il s'y lie avec Corvisart et Bichat, et avec Sabatier, chirurgien en chef des Invalides, hôpital où il obtient sur concours un poste d'aide-major.
Première étape d'une carrière qui le conduira sur tous les champs de bataille d'Europe, de l'Espagne à la Russie, et jusque dans les déserts d'Égypte et de Syrie, il est en 1792 chirurgien aide-major (correspondant au grade de capitaine de l'armée) à l'armée du Rhin. Chirurgien de première classe ou chirugien-major (chef de bataillon) en 1792, dans l'armée du maréchal Luckner, il crée des ambulances volantes à Mayence, à la tête desquelles il court enlever les blessés sous le feu des batteries ennemies. Il est ensuite chirurgien principal (lieutenant-colonel) à l'armée de Custine, puis chirurgien en chef (colonel) à et de la 14e armée républicaine en 1794. Il organise l’École de chirurgie et d'anatomie de Toulon, et devient professeur à l'École militaire de santé du Val-de-Grâce en 1796. Il est chargé de l'inspection des camps et des hôpitaux de l'armée d'Italie (1796), puis nommé chirurgien en chef à l'armée d'Égypte.
À la bataille d'Aboukir, il sauve le général Fugière, sous le canon de l'ennemi, d'une blessure à l'épaule. Au siège d'Alexandrie (1801), Larrey trouva le moyen de faire de la chair de cheval une nourriture saine pour les blessés, et fit tuer pour cet usage ses propres chevaux. Il embaume Kléber, assassiné au Caire le 14 juin 1800.
En 1802, il est chirurgien en chef de la Garde des consuls. Il soutient sa thèse de médecine en mai 1803, conformément aux nouvelles dispositions de la réorganisation du monde médical : Dissertation sur les amputations des membres à la suite des coups de feu dédicacée au général de Villemanzy.
En 1804, Larrey reçoit une des premières croix d'officier de la Légion d'honneur de la main du premier consul, qui lui dit : C'est une récompense bien méritée. Inspecteur général du service de santé des armées (général de brigade), en 1805, et chirurgien en chef de la Garde impériale, il est créé baron d'Empire en 1809, sur le champ de la bataille de Wagram, et inspecteur général du service de santé militaire (général de division) en 1810. Il fait toutes les campagnes du Premier Empire en qualité de chirurgien en chef de la Garde impériale puis de chirurgien en chef de la Grande Armée (12 février 1812). En 1813, il est nommé chirurgien en chef de l'Hôpital militaire du Gros-Caillou, sis 106 rue Saint-Dominique, à Paris. Il prend la défense des conscrits blessés à la main et accusés de se mutiler volontairement, ce qui lui valut une haine farouche de Soult. En août 1814, il est nommé inspecteur général du service de santé des armées et chirurgien en chef de l'hôpital de la Maison militaire du roi.
Blessé à la bataille de Waterloo, prisonnier des Prussiens, il est sur le point d'être fusillé à cause de sa ressemblance avec Napoléon, mais est relâché sur ordre de Blücher, dont il avait soigné le fils. La Restauration le tient à l'écart mais il est rappelé par la monarchie de Juillet.
Il fait partie de la première promotion des membres de l'Académie royale de médecine, par ordonnance de Louis XVIII en 1820. Sa statue en marbre blanc, majestueuse et monumentale, sculptée par Pierre-Alfred Robinet, siège toujours dans le hall d'entrée de l'Académie de médecine à Paris, rue Bonaparte. En 1829, il est élu membre de l'Institut, à l'Académie des sciences.
Il a appartenu à la Franc-Maçonnerie.
Dans ses dernières années, membre du Conseil de santé des armées, il sollicite en 1842 une inspection médicale en Algérie. Il tombe malade en Afrique et succombe à Lyon, huit jours plus tard, le 25 juillet 1842. Son corps, transporté à Paris, est inhumé le 6 août au cimetière du Père-Lachaise (37e division).
Plusieurs discours sont prononcés sur sa tombe. Gilbert Breschet, membre de l'Académie des sciences, énumère ses travaux scientifiques en chirurgie, en médecine, en hygiène publique.
Le 15 décembre 1992, ses restes sont transférés de sa tombe du cimetière du Père-Lachaise à l'avant dernière place disponible dans le Caveau des Gouverneurs aux Invalides, et une petite urne contenant un morceau d'intestin déposée dans une vitrine de la salle de la bibliothèque de l'Académie nationale de médecine.

### Médecin du Premier Empire
Il reste la figure médicale la plus célèbre du Premier Empire. À la bataille de la Moskova, il ampute en une journée pas moins de 200 blessés. Il était d'ailleurs considéré comme un bon chirurgien, à une époque où l'anesthésie n'existait pas, car il était capable d'amputer un membre en moins d'une minute. L'amputation était à l'époque la seule asepsie efficace, en l'absence d'antibiotiques, découverts bien plus tard.[réf. nécessaire]

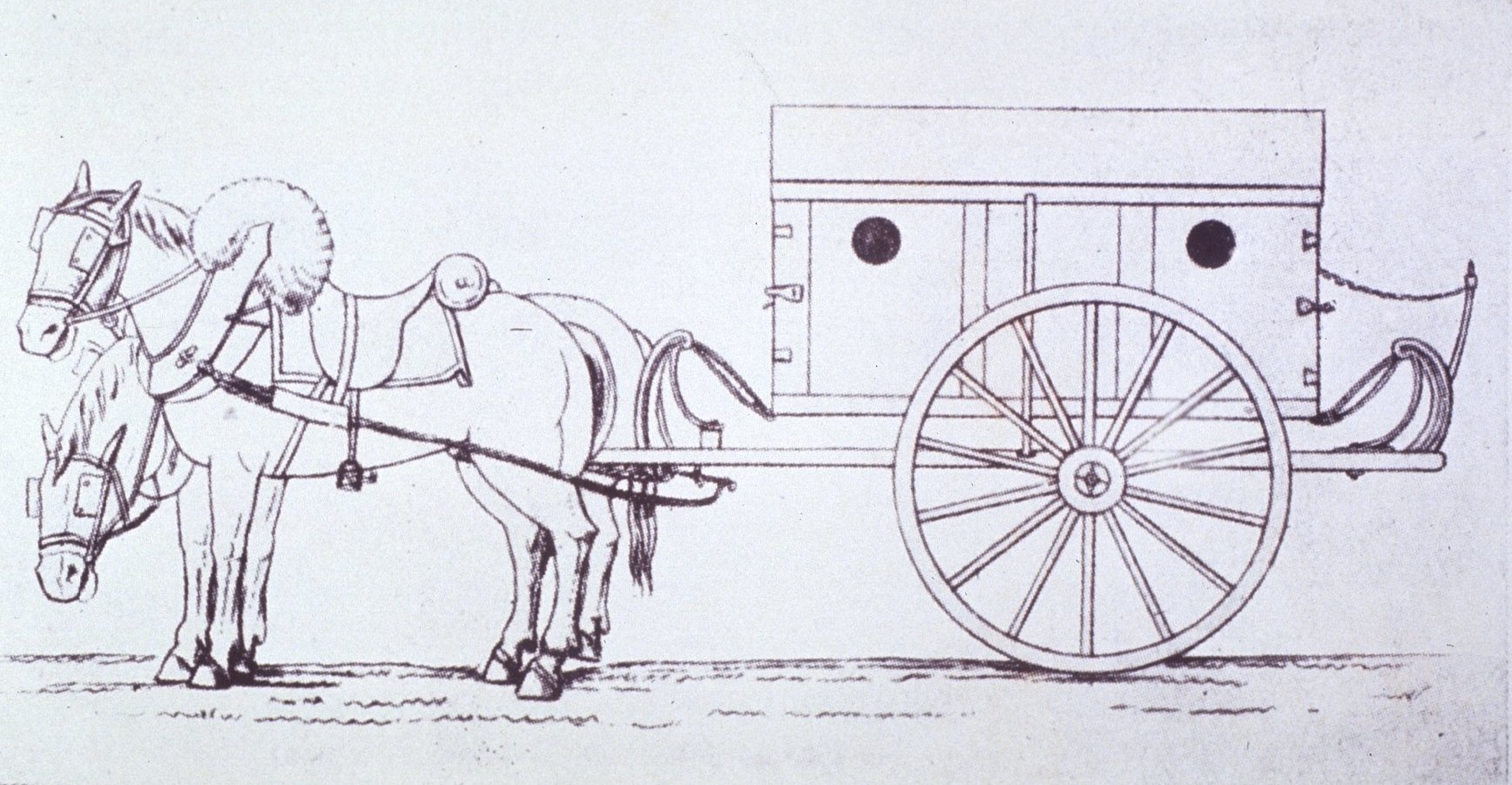
Ambulance volante du modèle Larrey.

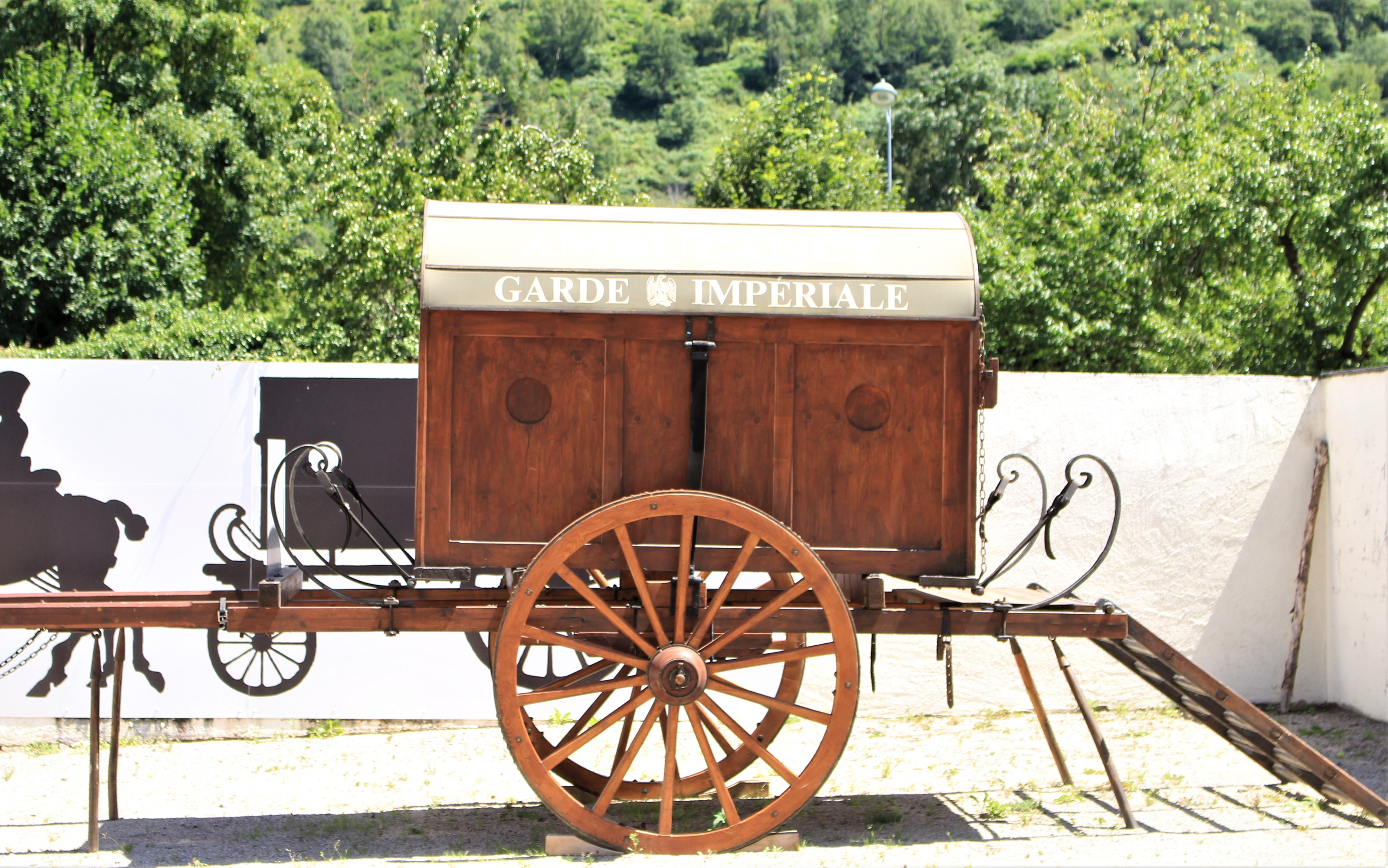
Réplique d'une ambulance volante au musée Larrey de Beaudéan.

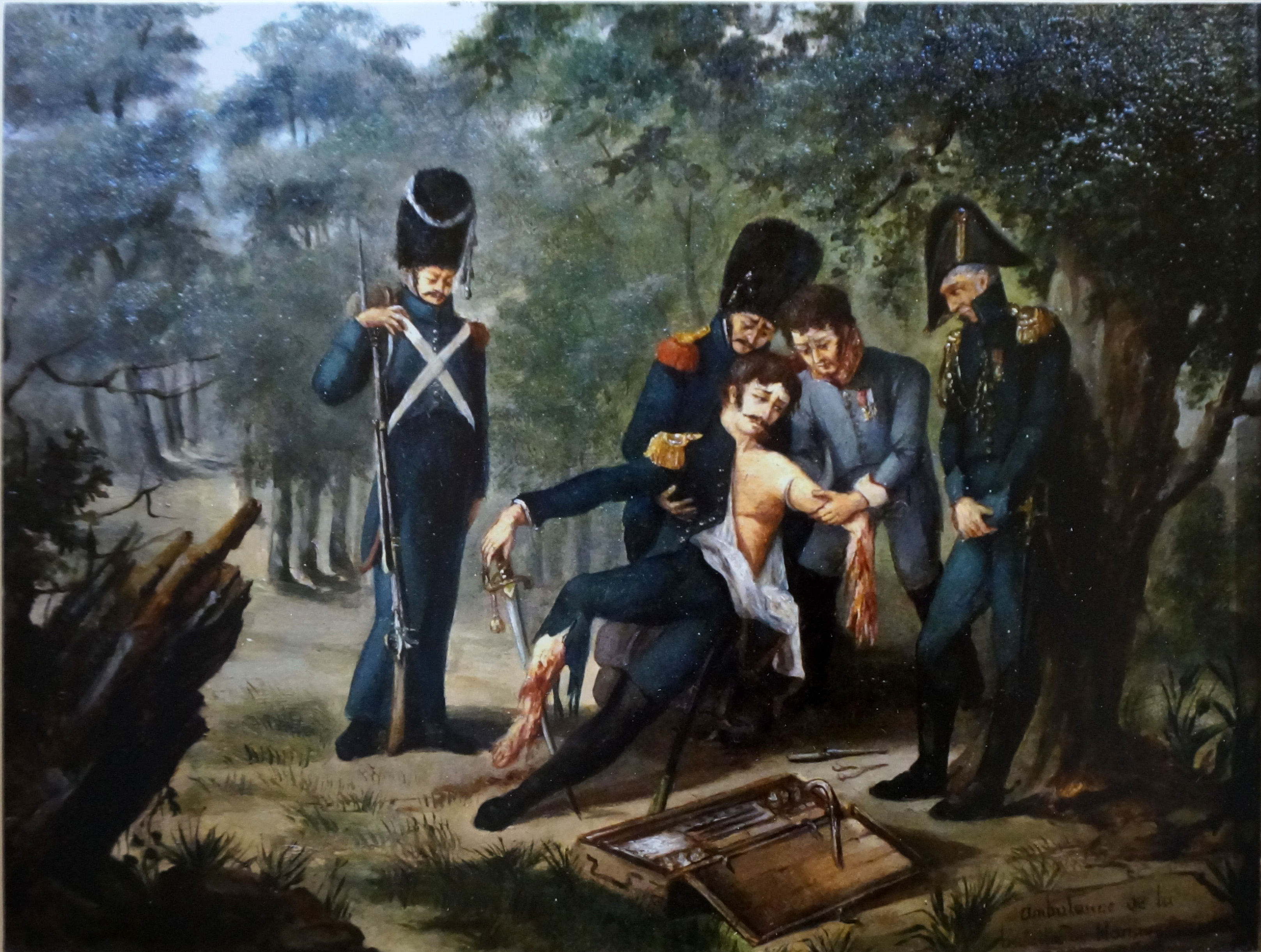
Larrey soignant Rebsomen sur le champ de bataille de Hanau.

Larrey serait à l'origine de la mise en place au sein des armées françaises du système des « ambulances volantes » dans lesquelles il embarquait indifféremment amis et ennemis, afin de les soigner sans faire de distinction ni de nationalité, ni de grade, ce qui lui valut l'estime des officiers et généraux des armées ennemies.
Larrey est aussi connu dans le domaine de l'asticothérapie qu'il a utilisée lors de la campagne égyptienne en Syrie. Cette technique datant de l'antiquité consiste à déposer sur des plaies infectées une certaine espèce d'asticot qui se nourrit des chairs infectées, les assainissant ainsi.
Le 1er octobre 1811, avec l'aide de quatre autres médecins, le baron Larrey réalise une mastectomie sur l'auteure anglaise Frances Burney (épouse du général Alexandre d'Arblay). Cette dernière, consciente pendant l'opération, raconte quelques mois après dans une lettre adressée à sa sœur les différents gestes des médecins lors de sa mastectomie.
Il acquiert en 1830 une propriété à Bièvres, qu'il transmit à son fils Hippolyte (1808-1895), médecin-chef de l'armée et chirurgien de Napoléon III. Il laissa des mémoires d'un très grand intérêt, rarissimes en édition originale et devenus rares en réédition.

## Postérité
Le Val-de-Grâce a fait élever à Larrey une statue dont l'inauguration a eu lieu en août 1850.
Le nom de Larrey est inscrit sur la 30e colonne du pilier sud de l'arc de triomphe de l'Étoile à Paris.
Il existe une rue Larrey à Paris, dans le 5e arrondissement, à Brienne-le-Château (Aube), où il a joué une part active lors de la Campagne de France en 1814, et à Tarbes (Hautes-Pyrénées, son département de naissance) où une statue a aussi été érigée en son honneur. À Toulouse, portent aussi le nom de Larrey deux hôpitaux : l'ancien hôpital militaire, fondé par son oncle Alexis Larrey et aujourd'hui démoli, situé sur le quai Saint-Pierre, entre Capitole et Garonne, et le nouvel hôpital militaire Larrey, inauguré sur la colline de Pech-David en 1984 et nommé d'après son fils Hippolyte, qui est utilisé aujourd'hui par le CHU qui l'a racheté en 2000.
À Versailles, le Grand Commun abrita à partir de 1832 un hôpital militaire devenu ensuite hôpital militaire d'instruction des armées Dominique Larrey et qui ferma en 1995,.
Un service de l'Hôpital André-Mignot au Chesnay-Rocquencourt porte son nom[source insuffisante][pertinence contestée].

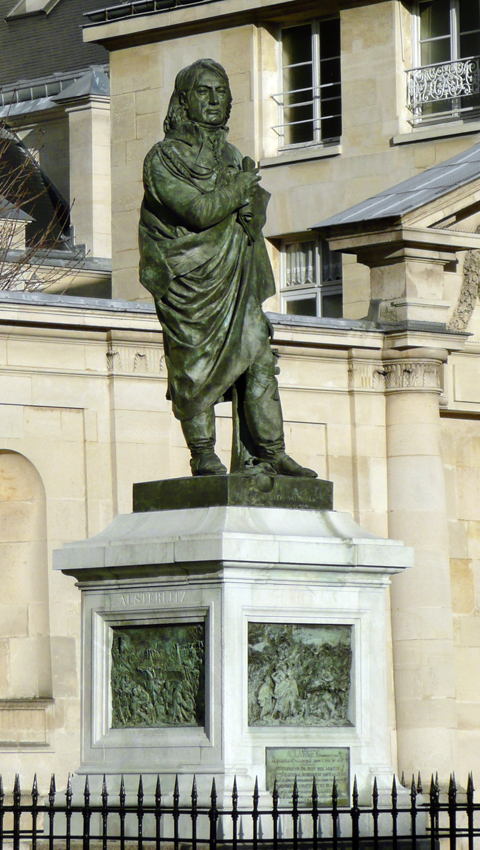
Statue de Larrey dans la cour de l'église du Val-de-Grâce.
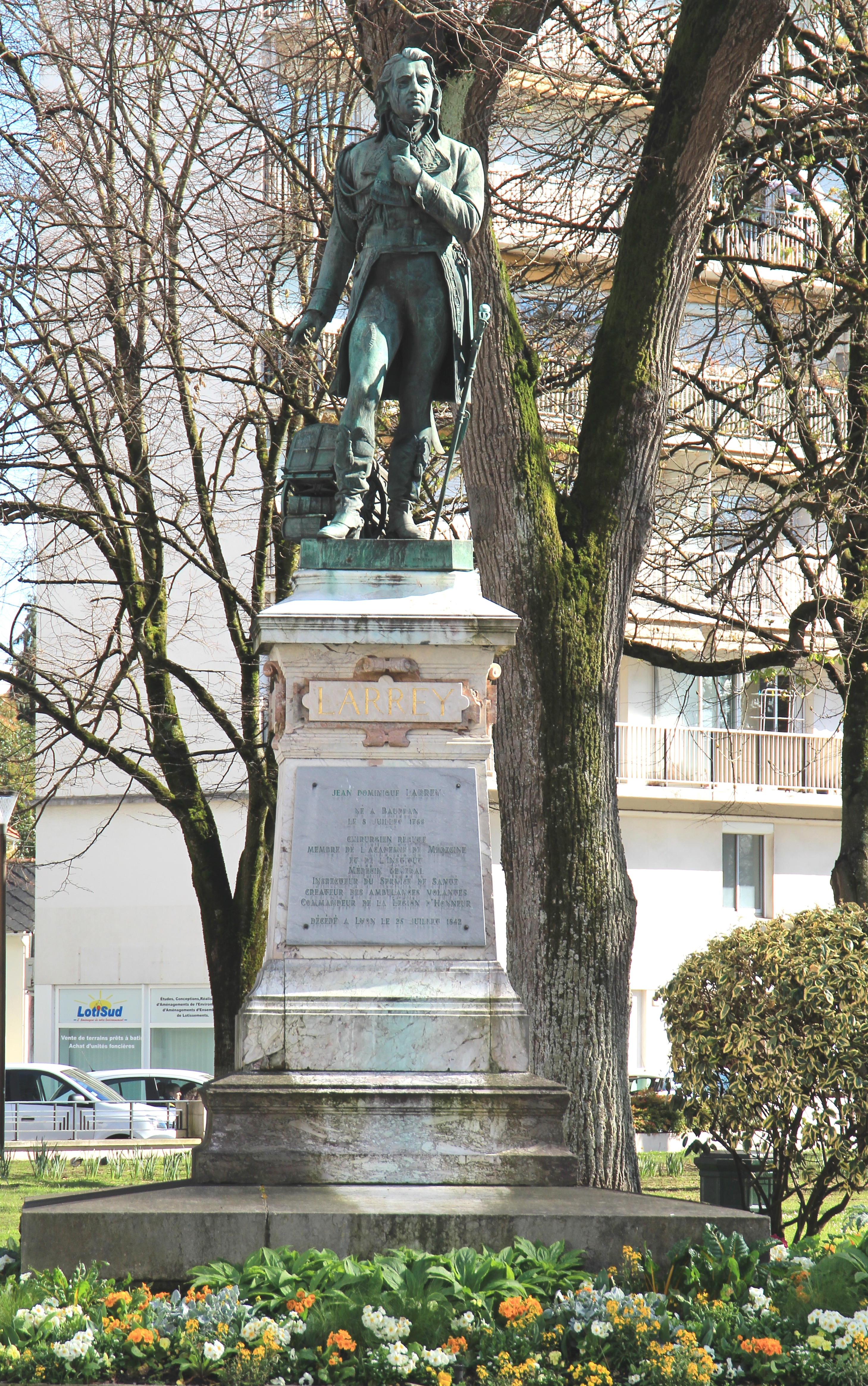
Statue de Larrey à Tarbes.
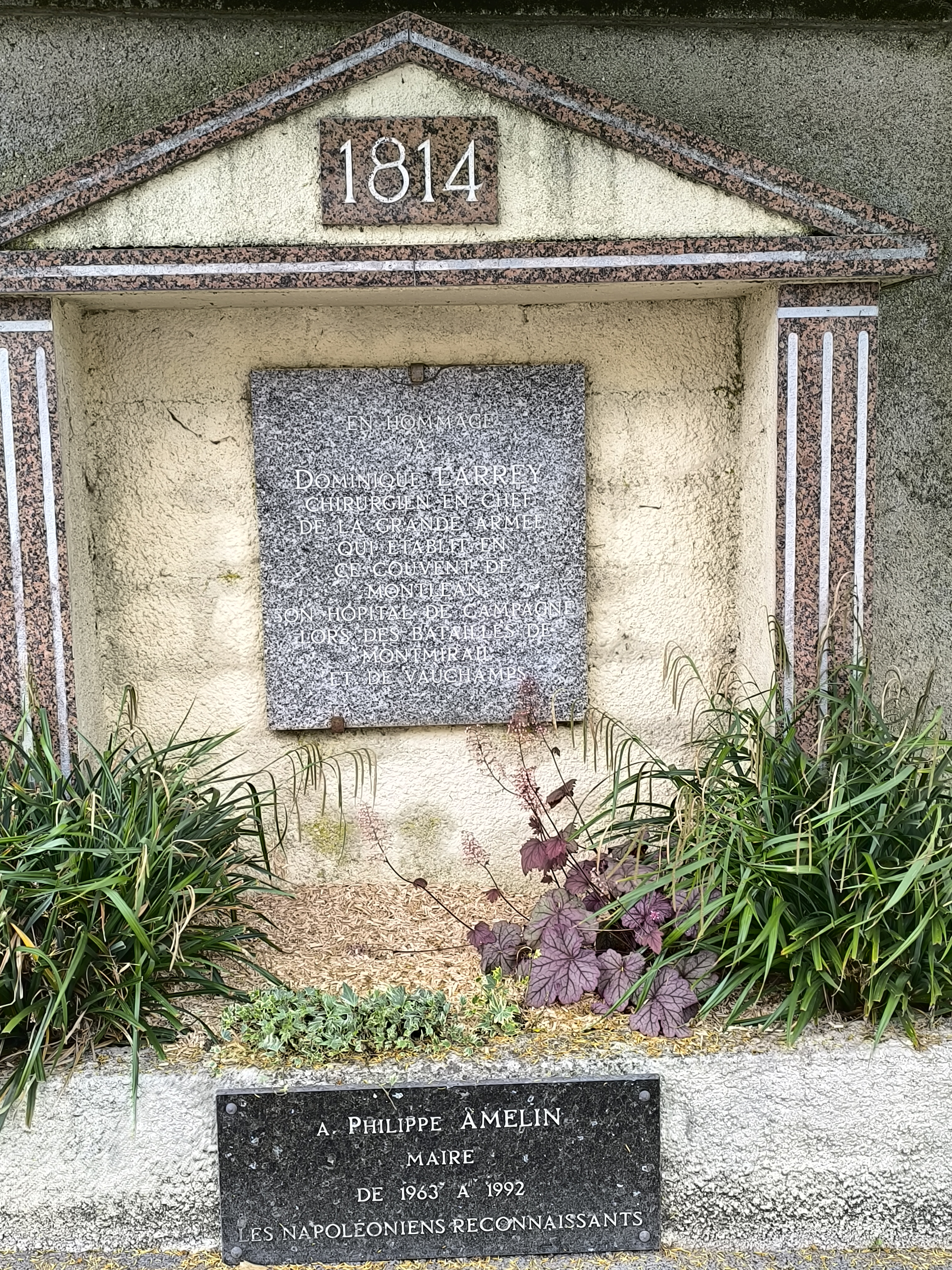
Mémorial à Larrey et à son hôpital de campagne installé dans la ville lors de la bataille de Montmirail de 1914

## Œuvres
- Mémoire sur l'ophtalmie régnante en Égypte, 17 p. in-4°, Caire, Imprimerie nationale, 1800.
- Dissertation sur les amputations des membres à la suite des coups de feu, [thèse de médecine de Paris no 1], 1803, Texte intégral.
- Relation historique et chirurgicale de l’expédition de l’Armée d’Orient en Égypte et en Syrie, Paris, Éd. Demonville et sœurs, an xi [1802-1803], 12-480 p., in-8° (lire en ligne). — Repris dans Mémoires et campagnes, du même aut. : Paris, Éd. Tallandier, 2004  (ISBN 2-84734-124-2).
- Mémoires de chirurgie militaire et campagnes, 4 volumes in-8°, J Smith (Paris), 1812–1817 .

1. tome premier, 1812, lire en ligne sur Gallica.
2. tome deuxième , 1812, lire en ligne sur Gallica.
3. tome troisième, 1812, lire en ligne sur Gallica.
4. tome quatrième, 1817, lire en ligne sur Gallica.

- Recueil de mémoires de chirurgie, 319 p, Paris, chez Compère Jeune éditeur, 1821.
- En collaboration avec Christophe Hufeland, Traité de la maladie scrophuleuse, 398 p. 1 vol.  in-8°, Paris, chez Baillière, libraire, 1821.
- Recueil de mémoires de chirurgie, Compère jeune (Paris), 1821, 1 vol.  (XVI-319 p.) : pl. en noir et en coul. ; in-8°, lire en ligne sur Gallica.
- Considérations sur la fièvre jaune, 31 p. in-8°, chez Compère Jeune éditeur, 1821. 2e  éd., 42 p., 1822.
- « Mémoire sur une nouvelle manière de réduire ou de traiter les fractures des membres, compliquées de plaies », 8 p. in-8°, Paris, extrait du Journal complémentaire du Dictionnaire des sciences médicales, tome XX, 1825.
- Chirurgie par M. le baron Larrey, Paris, M. Dupuy, 1825, in-8°, 12 p.
- Clinique chirurgicale exercée particulièrement dans les camps et les hôpitaux militaires depuis 1792 jusqu'en 1829 , 5 vol.  in-8° avec atlas, Paris, chez Baillière, 1829-1836.
- Mémoire sur le Choléra-morbus, Paris, Imprimerie de Mme Huzard, 1831, 43 p.
- Copie d'un Mémoire sur le choléra-morbus, envoyé à Saint-Pétersbourg en janvier 1831, pour le concours relatif à cette maladie épidémique, Paris : impr. de Demonville, 1831, in-8°, 24 p.
- Mémoire sur le choléra-morbus, Paris : J.-B. Baillière , 1831, 46 p., in-8°, lire en ligne sur Gallica.
- Discours aux funérailles de M. le baron Dupuytren, Paris, Imprimerie Firmin-Didot frères, 1835, 4 p., in-4°
- Notice sur l'épidémie du choléra-morbus indien, 11 p. in-4°, Paris, Impr. de Bachelier, 1835. 20 p. in-8°, Paris, Mme Huzard, 1835.
- Les Rapports originaux de Larrey à l’Armée d’Orient, Le Caire, Impr. de l’Institut français d’archéologie orientale, 1936, VIII-85 p., in-4°. — Éd. par Paul Pallary.
- Institut royal de France. Académie royale des sciences morales et politiques. Funérailles de M. Broussais. Discours de M. Droz et du Bon Larrey… 21 novembre 1938, Paris : impr. de Firmin-Didot, 1938, in-4°, 8 p.
- Relation médicale de campagnes et voyages de 1815 à 1840, suivie de notices sur les fractures des membres pelviens, sur la constitution physique des Arabes, et d'une statistique chirurgicale des officiers-généraux blessés dans les combats et pansés sur les champs de bataille, Paris, J-B Baillière , 1841, in-8°, 412 p. Texte intégral.
- Mémoires de chirurgie militaire et campagnes. Réédition : Paris, Rémanences, 1983, cinq volumes. Le 5e vol.  est : Relation médicale de campagnes et voyages de 1815 à 1840. La dernière réédition en 2 volumes (total de 1 960 p.), chez Tallandier, 2004.
- Note pour Mme Ve Le Normant… contre M. le baron Larrey, Paris, impr. Le Normant, s. d., 8 p.
- Remarques sur la constitution physique des Arabes, qu'on peut considérer comme la race primitive de l'espèce humaine ou comme son prototype , Paris, impr. de Bachelier, s.d., in-8°, 15 p.
- Mémoire sur l'extirpation des glandes salivaires, (la parotide et la sous-maxillaire), nécessitée par l'engorgement scrofuleux et squirreux de ces glandes, par le Bon Larrey, lu dans les séances des 26 juil. et 9 août 1841, Paris, impr. de Firmin-Didot, s.d., in-4°, 23 p.

## Musée

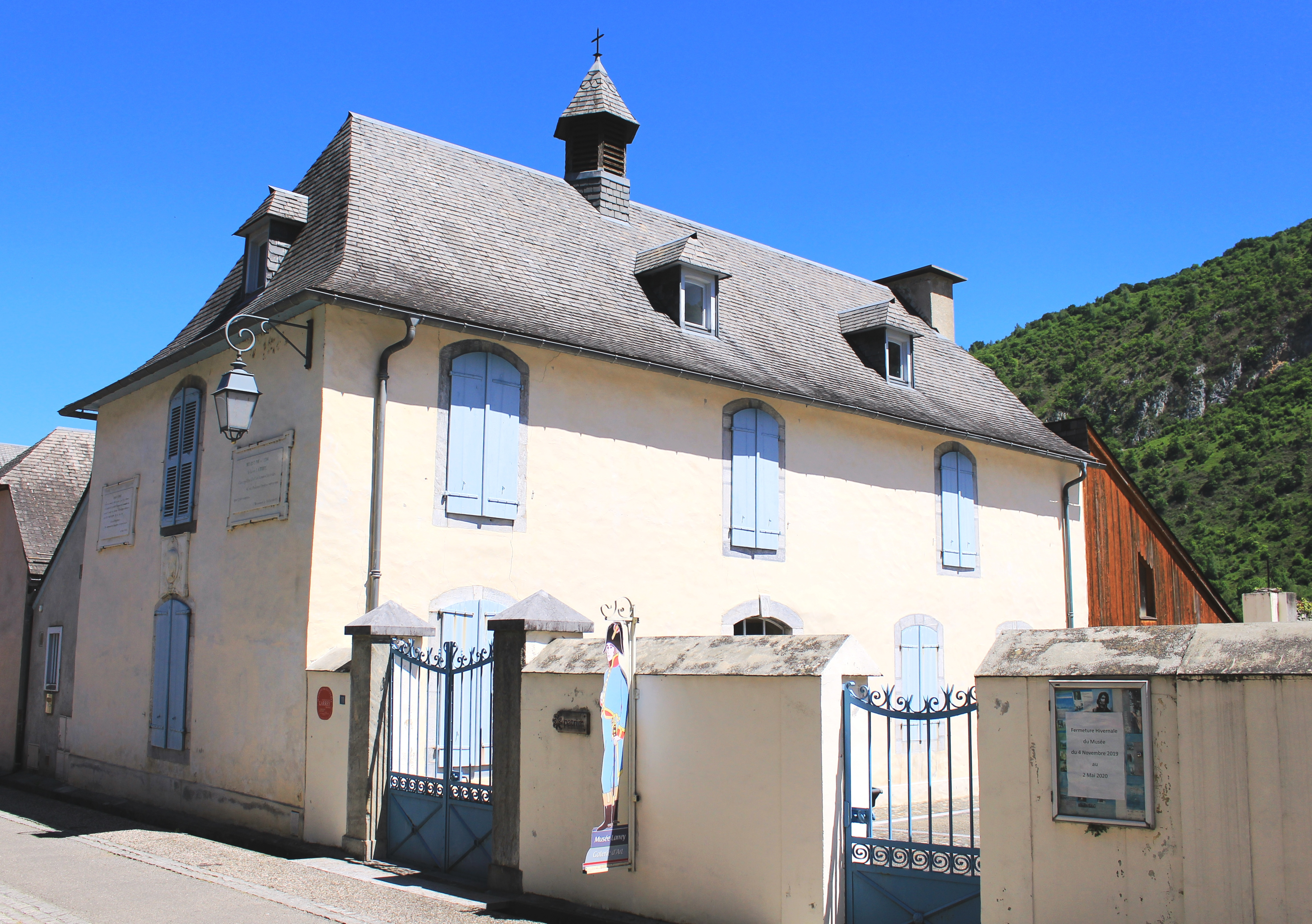
Le musée Larrey à Beaudéan.

- Sa maison natale à Beaudéan est aujourd'hui un musée qui retrace son histoire et, plus généralement, celle de la chirurgie militaire[2].

## Distinctions
- Commandeur de la Légion d'honneur (12 mai 1807)[22] ; Officier du 25 prairial an XII (14 juin 1804)[22], Légionnaire du 26 frimaire an XII (18 décembre 1803)[22].

## Armoiries
| Figure | Blasonnement |
|        | Armes de Dominique-Jean Larrey, Baron de l'Empire : Ecartelé : au I, d'or au dromadaire contourné d'azur, adextré d'un palmier de sinople, le tout soutenu d'une terrasse du même ; au II, du franc-quartier des Barons Officiers de Santé attachés aux Armées ; au III, d'azur à trois chevrons d'or ; au IV, coupé : au 1, d'argent, à la barre dentelée de gueules chargée d'une raie (poisson) du champ; au 2, d'or, à la pyramide alaisée de sable., Armes parlantes. La raie/Larrey |

## Source partielle
« Dominique-Jean Larrey », dans Charles Mullié, Biographie des célébrités militaires des armées de terre et de mer de 1789 à 1850, 1852 [détail de l’édition]